# Luigi Gatti

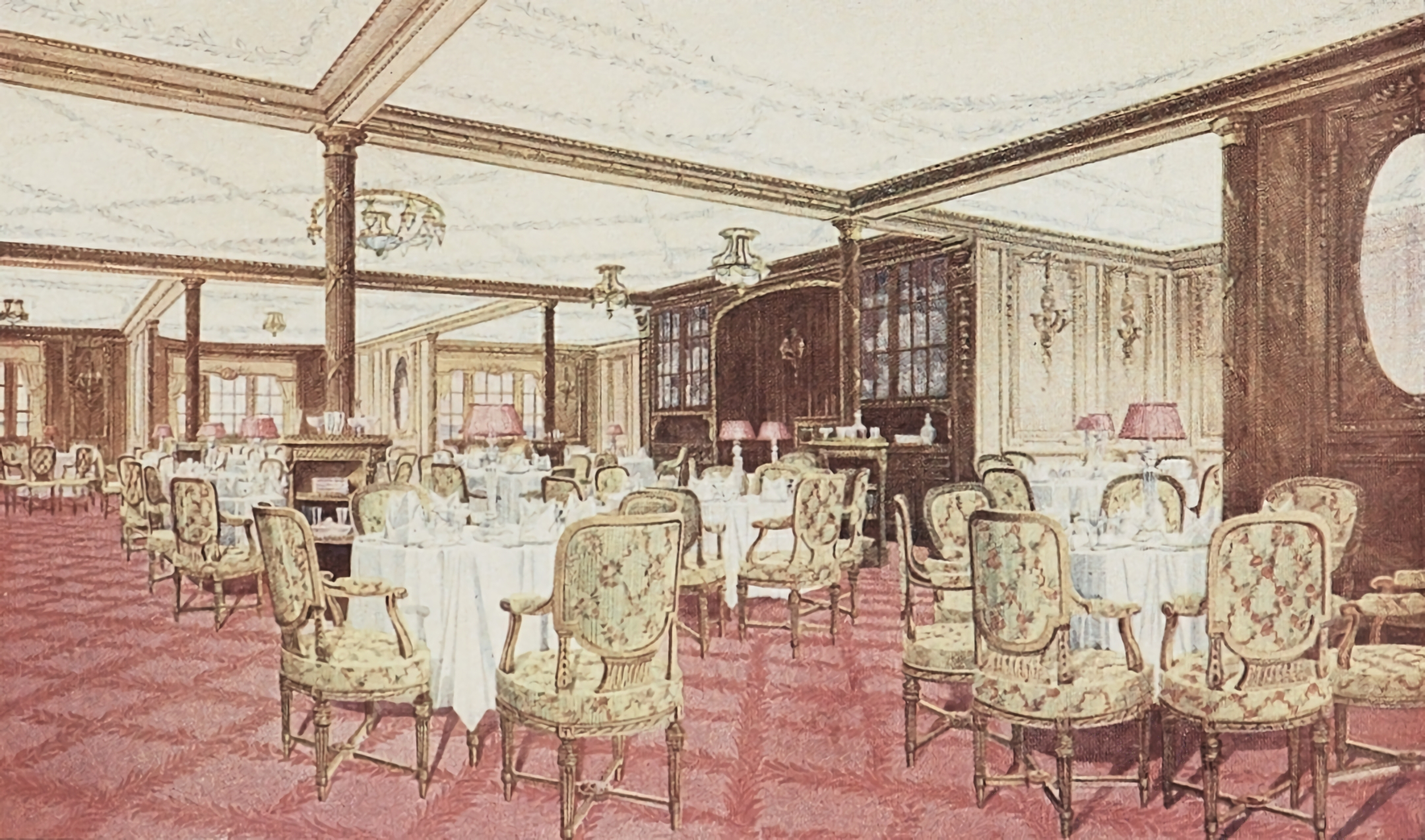
À la Carte-restaurangen ombord på Titanic.

Luigi Gatti, född 3 januari 1875 i Montalto Pavese, Italien, död 15 april 1912 i Atlanten, var en italiensk krögare och affärsman. Han ägde och drev de två restaurangerna Gatti's Adelphi och Gatti's Strand i London, men är främst känd för att han drev À la Carte-restaurangen ombord på RMS Titanic. Han omkom under fartygets förlisning den 14-15 april 1912.
Gatti drev sedan 1911 en framgångsrik restaurang ombord på White Star Line-fartyget RMS Olympic. Sedan den var en så stor framgång beslöts att han även skulle öppna restaurang på bolagets senaste fartyg Titanic. Restaurangen hade plats för 150 personer och var enbart öppen för passagerare resande i första klass. I den vanliga matsalen ingick maten i biljettpriset, men i denna exklusiva restaurang fick gästerna betala extra. Gatti valde även ut personalen, vilka han rekryterade från sina andra restauranger. Kyparna och kockarna var främst italienare och fransmän. Gatti följde själv med på jungfrufärden för att övervaka att allt gick bra med den nya restaurangen.
När evakueringen av Titanic inleddes efter att fartyget gått på ett isberg sent på kvällen den 14 april ska Gatti tillsammans med sin personal ha hindrats av stewards att nå båtdäcket där livbåtarna fanns. Totalt var det bara tre personer från Gattis restaurang som överlevde. Det var de två kvinnliga kassörskorna och kockens sekreterare Paul Maugé. Maugé berättade i sjöförhören som hölls i Storbritannien att han själv och köksmästaren Pierre Rousseau tilläts passera de stewards som höll tillbaka den övriga personalen och han trodde att det berodde på att de burit sina civila kläder, och inte som de andra burit kökskläder. Maugé lyckades sedan hoppa i en av de sista livbåtarna som sjösattes, men Rousseau tog aldrig chansen. Stewarden James Johnstone vittnade också om att han såg restaurangens personal "ihopföst i sin del av fartyget" under evakueringen.
Luigi Gattis kropp återfanns i havet dagar senare av fartyget Minia. Han hade fortfarande på sig nycklarna till restaurangen när han återfanns. Han begravdes i Halifax, Nova Scotia, Kanada och hans övriga tillhörigheter skickades till hans fru i London. En dollarsedel från hans plånbok skickades till hans släktingar i Italien.

## Fotnoter
1. 1 2 3  Encyclopedia Titanica.[källa från Wikidata]
2. ↑  https://books.google.se/books?id=1enPAwAAQBAJ&pg=PA148&redir_esc=y#v=onepage&q&f=false
3. ↑  http://www.titanicinquiry.org/BOTInq/BOTInq19Mauge01.php
4. ↑  http://www.titanicinquiry.org/BOTInq/BOTInq05Johnson02.php